# لائوتارو بلوکا
لائوتارو لوکا بلوکا (انگلیسی: Lautaro Bellucca؛ زادهٔ ۴ ژانویهٔ ۱۹۸۶ ‏(۳۹ سال) موسیقی‌دان اهل آرژانتین است. وی از سال ۲۰۰۷ میلادی تاکنون مشغول فعالیت بوده است.